# Hans August Zierngibl

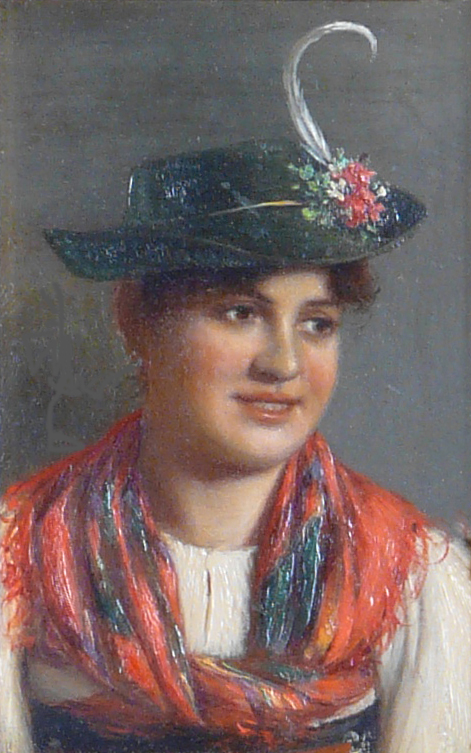
Trachtenmädchen, 1894

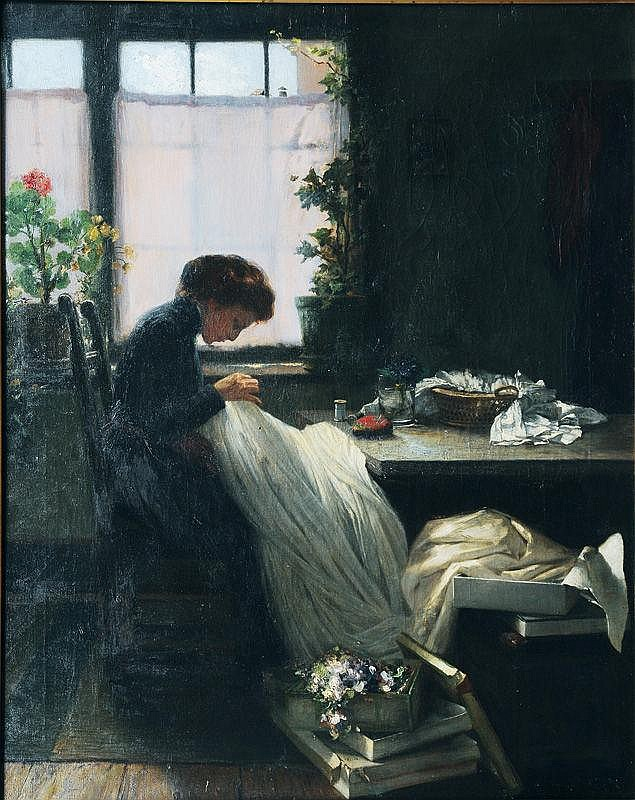
Nähende Frau

Hans August Zierngibl (* 22. Juni 1864 in	München; † 22. Juli 1906 ebenda) war ein deutscher Maler und Zeichner von Porträts und Genreszenen. 

## Leben
Hans August Zierngibl wurde als Sohn eines Gastwirtes in München geboren. Er studierte seit dem 25. April 1881 in der Antikenklasse der Königlichen Akademie der Künste in München u. a. bei Johann Caspar Herterich.
Danach war er in München als freischaffender Künstler tätig. Spätestens 1891 wohnte er bis mindestens 1904 in der Klenzestraße 24 im Bezirk Ludwigsvorstadt-Isarvorstadt. 1899 hielt er sich im Bozener Stadtviertel Gries-Quirein, im Ortsteil Gries auf. Er war Mitglied der Münchner Künstlergenossenschaft und der Allgemeinen Deutschen Kunstgenossenschaft und starb im Alter von 42 Jahren.
Neben seinen Werken schuf er auch mindestens eine Aquarell-Künstlerpostkarte, die bei L. Fränzl & Co in München erschien, auf der der Leopoldsbrunnen in Innsbruck dargestellt ist.
Am 25. September 1907 fand eine Versteigerung von Gemälden, Aquarellen und Zeichnungen moderner Meister aus dem Nachlass von Zierngibl in A. & W. Bauer's Kunst-Auktions-Haus in der Prinzregentenstraße 2 in München statt, 115 Werke seiner Sammlung und 22 eigene Werke.

## Ausstellungen (Auswahl)
- 1891: Münchener Jahresausstellung von Kunstwerken aller Nationen im Glaspalast – Ölgemälde Geteilte Aufmerksamkeit[3]
- 1904: Münchener Jahresausstellung im Glaspalast – Gemälde Nach dem Gewitter und Mutterglück[4]